# Tinrovia papiliocauda
Tinrovia papiliocauda är en plattmaskart som beskrevs av Mamaev 1987. Tinrovia papiliocauda ingår i släktet Tinrovia och familjen Microcotylidae. Inga underarter finns listade i Catalogue of Life.